# Sawyer megye
Sawyer megye az Amerikai Egyesült Államokban, azon belül Wisconsin államban található. Megyeszékhelye és legnagyobb városa Hayward. Lakosainak száma 18 074 fő (2020. április 1.). Sawyer megye Bayfield, Ashland, Price, Rusk, Barron, Washburn és Douglas megyékkel határos.

## Népesség
A megye népességének változása:
| Lakosok száma | 16 559 | 16 523 | 16 554 | 16 513 | 16 376 | 18 074 |
|               | 2010   | 2011   | 2012   | 2013   | 2015   | 2020   |